# Winter String
『Winter String』（ウィンター ストリング）は、藤井フミヤ20枚目のオリジナル・アルバム。2012年10月31日に、ソニー・ミュージックアソシエイテッドレコーズから発売された。

## 概要
前作『Life is Beautiful』から僅か3ヶ月振り、全曲ストリングス構成による藤井フミヤ初のウィンター・アルバム。
過去曲のリメイクと書き下ろしの楽曲で構成された全7曲。
配信限定シングル「終わらないでクリスマスイブ」はリミックス・ヴァージョンで収録。
DVD付の初回生産限定盤・通常盤の2形態で発売。
初回生産限定盤DVDには、前作『Life is Beautiful』発売当日、ビルボードライブ東京で開催された、50歳バースデー&リリース記念ライヴを収録。本作を携えた同タイトル全国ツアーを2012年12月15日～30日まで開催。

## 収録曲
| 全作詞: 藤井フミヤ。 |                                                  |            |                                      |                           |      |
| #                    | タイトル                                         | 作詞       | 作曲                                 | 編曲                      | 時間 |
| 1.                   | 「Another Orion」(Strings Orchestra ver.)        | 藤井フミヤ | 増本直樹                             | 今野均・伊賀拓郎          | 5:06 |
| 2.                   | 「透明人間」                                     | 藤井フミヤ | 有賀啓雄                             | 有賀啓雄                  | 4:11 |
| 3.                   | 「Endless Snow」(Still Snowing Mix)              | 藤井フミヤ | Strings & Horn Arrangement：有賀啓雄 | 有賀啓雄 with the RAWGUNS | 5:36 |
| 4.                   | 「Snow Crystal」                                 | 藤井フミヤ | 藤井フミヤ                           | 今野均・伊賀拓郎          | 5:16 |
| 5.                   | 「彼女のタンバリン」                             | 藤井フミヤ | 有賀啓雄                             | 有賀啓雄                  | 3:33 |
| 6.                   | 「へそまがりSweetHeart」(Chamber Orchestra ver.) | 藤井フミヤ | 藤井フミヤ                           | 有賀啓雄                  | 3:14 |
| 7.                   | 「終わらないでクリスマスイブ」(GOTA Re-Mix)      | 藤井フミヤ | 藤井フミヤ                           | 有賀啓雄・屋敷豪太        | 5:31 |
| 合計時間:            | 合計時間:                                        | 合計時間:  | 合計時間:                            | 32:27                     |      |